# Santa María de Ipire
Santa María de Ipire es una localidad del estado Guárico, Venezuela. Es capital del municipio homónimo. Fue fundada el 4 de abril de 1747. En sus cercanías se dan la producción de cereales y de ganado vacuno.
En la carretera a Santa María de Ipire desde Pariaguán se ubica el Santuario Anima De Taguapire Francisca Duarte, en el costado de una de las paradas de autobuses. Conocida como el ánima de Taguapire, Francisca Duarte es la santa de Santa María de Ipire.
El 3 de septiembre de 1816 Pedro Zaraza y Gregor MacGregor liberaron Santa María de Ipire de la conquista de Morales durante la Guerra de Independencia de Venezuela.

## Naturaleza
En 2010, Santa María de Ipire contaba con 77.1 ha. de cubierta por árboles, extendiéndose sobre una expansión de un 17% de sus tierras. En 2023, se registró una pérdida de 86 hectáreas (212,5 acre) de cobertura arborea.
EL holotipo del Neobidessus bordoni, un tipo de coleópteros adéfagos fue descubierto y descrito en las sabanas tropicales de los alrededores de Santa María de Ipire.

## Personalidades
En esta localidad nació el cantautor Reynaldo Armas. También es la cuna de José Francisco Torrealba, quién hizo grandes aportes científicos en la lucha contra la Enfermedad de Chagas.
En el campo de la literatura también lo es del poeta Próspero Infante, y del escritor Argenis Rodríguez, así como del reconocido historiador Adolfo Rodríguez, hermano del antes mencionado. 
En el ámbito artístico es lugar de nacimiento del pintor César Prieto, quién se cuenta entre los primeros maestros de Armando Reverón.